# ملكة جمال الكون 1976
ملكة جمال الكون 1976 هي مسابقة ملكة جمال الكون الخامسة والعشرون في تاريخ مسابقة ملكة جمال الكون منذ انطلاقتها عام 1952، عقدت المسابقة في 11 يوليو 1976 في مسرح لي في هونغ كونغ. شاركت 73 متسابقة من جميع أنحاء العالم، في نهاية الحدث توجت رينا ميسينجر من إسرائيل من قبل ملكة جمال الكون السابقة آن ماري بوهتامو من فنلندا. كانت هذه هي المرة الأولى التي يفوز فيها إسرائيل بالمسابقة.

## النتائج

### المراكز النهائية

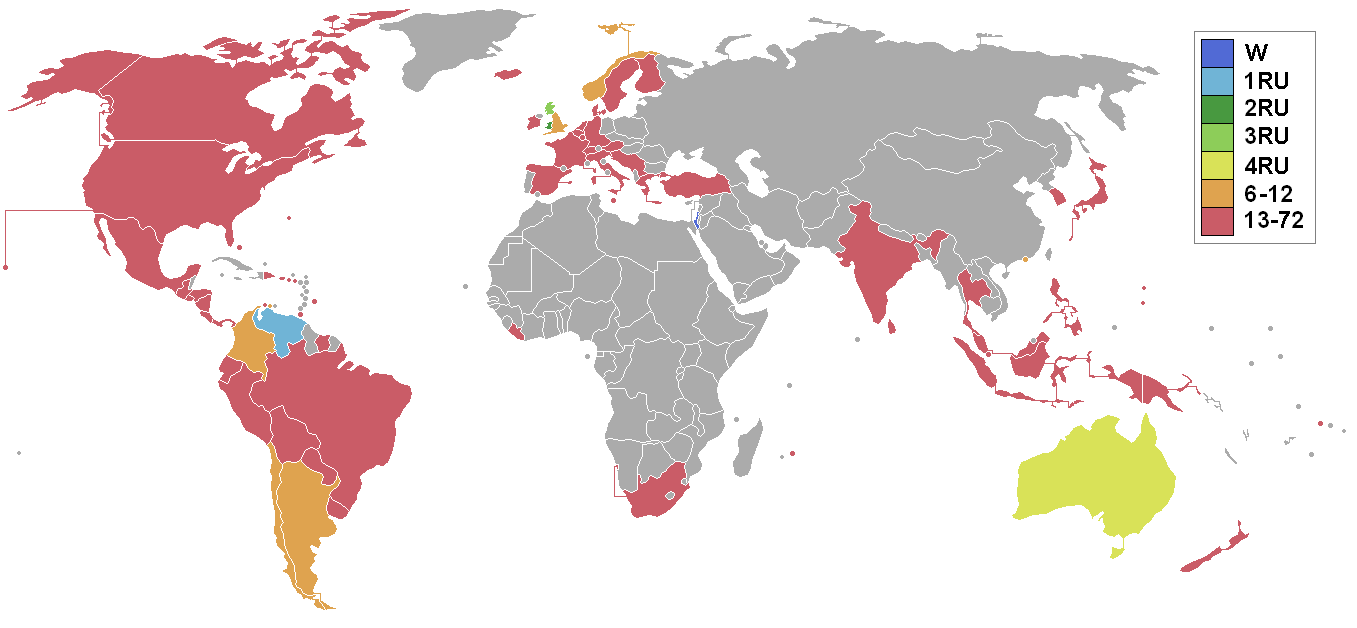
الدول المشاركة والنتائج مسابقة ملكة جمال الكون 1976

| النتائج النهائية     | المتنافسة |
| -------------------- | --- |
| ملكة جمال الكون 1976 | - إسرائيل - رينا ميسينجر |
| الوصيفة الأولى       | - فنزويلا - جوديث كاستيلو |
| الوصيفة الثانية      | - ويلز - سيان أدي جونز |
| الوصيفة الثالثة      | - اسكتلندا - كارول غرانت |
| الوصيفة الرابعة      | - - أستراليا - جولي اسماي |
| أفضل 12              | - الأرجنتين - ليليان ديستي - تشيلي - فيرونيكا سومرز - كولومبيا - ماريا رييس - كوراساو - آنكي ديخويزن - إنجلترا - بولين ديفيز - هونغ كونغ - رونا لام - النرويج - بنت ليهاوج |

## المتسابقات
- الأرجنتين - ليليان نويمي دي أستي
- أروبا - سينثيا مارلين بروين
- أستراليا - جولي آن إسماي
- النمسا - هايدي ماري باسيان
- البهاما - شارون إيلين سميث
- باربادوس - جيويل شارون نايتينجيل
- بلجيكا - إيفيت ماريا إيلبرخت
- برمودا - فيفيان آن هوليس
- بوليفيا - كارولينا إليسا أرامايو إستيفيس
- البرازيل - كاتيا سيليستينا موريتو †
- كندا - نورماندي جاك
- تشيلي - ماريا فيرونيكا سومر
- كولومبيا - ماريا هيلينا رييس أبيسامبرا
- كوستاريكا - سيلفيا خيمينيز باتشيكو
- كوراساو - آنيكي ديجكويزن
- الدنمارك - بريجيت ترول
- جمهورية الدومينيكان - نورما لورا
- الإكوادور - جيلدا بلازا
- السلفادور - ميريا كارولينا كالديرون توفار
- انجلترا - بولين ديفيز
- فنلندا - سوفي لوكارينين
- فرنسا  - مونيك أولداريك
- ألمانيا - بيرجيت مارغوت هامر
- اليونان - ميلينا ميشيليدو
- غوام - بيلار مارثا لاغوانا
- غواتيمالا - بلانكا أليسيا مونتينيغرو
- هولندا - نانيتجوهانا نيلين
- هندوراس - فيكتوريا أليخاندرا بينيدا فورتين
- هونغ كونغ -روينا لام
- أيسلندا - جودموندا هولدا جوهانسدوتير
- الهند - نينا سودهير بالسافار
- اندونيسيا - يوليارتي راهايو
- أيرلندا - إيلين روزماري أوهارا
- إسرائيل - رينا ميسينجر
- إيطاليا - ديانا سكابولان
- اليابان  - مياكو إيواكوني
- كوريا الجنوبية - تشونغ كوانغ هيون
- ليبيريا - لورين ويدي جونسون
- لوكسمبورغ - مونيك ويلمز
- ماليزيا - تيه - فريدة نوريزان
- مالطا - ماري جريس سييانتار
- موريشيوس - مارييل تسي سيك صن
- المكسيك - كارلاجين إيفرت ريجويرا †
- نيوزيلندا - جاني كينغسكوت
- نيكاراغوا - إيفانيا نافارو ينيك
- جزر ماريانا الشمالية - كانديلاريا فلوريس بورجا
- النرويج - بنت ليهاوغ
- بنما - كارولينا ماريا كياري
- بابوا غينيا الجديدة - إيفا ريجينا أرني
- باراغواي - نيديا فاطيما كارديناس
- بيرو - روسيو ريتا لازكانو موخيكا †
- الفلبين - إليزابيث سامسون دي بادوا
- بورتوريكو - إليزابيث زياس أورتيز
- ساموا الأمريكية - تالييلاني إلين ليتولي
- اسكتلندا - كارول جان جرانت
- سنغافورة - ليندا ثام
- جنوب أفريقيا - سينثيا كلاسين
- إسبانيا - أولغا فرنانديز بيريز
- سريلانكا - جينيفيف بيرنيديت بارسونز
- سينت مارتن - أنجيلا هوجينز
- سورينام - بيغي فاندلوف
- السويد - كارولين ويستربرغ
- سويسرا - إيزابيل فيشباتشر
- تايلاند - كاتريا أريكول
- ترينيداد وتوباغو - مارجريت إليزابيث ماكفارلين
- تركيا - مانوليا أونور †
- أوروغواي - ليلى لويزا فيناس مارتينيز
- الولايات المتحدة - باربرا إيلين بيترسون
- فنزويلا - جوديث جوزيفينا كاستيلو
- جزر العذراء الأمريكية - لورين باتريشيا با
- ويلز - سيان أدي جونز
- يوغوسلافيا - سفيتلانا رادوجيتش

## الروابط الخارجية
- موقع ملكة جمال الكون الرسمي